# Camilla Guiscardi Gandolfi
Camilla Guiscardi Gandolfi (Genova, 1806 – Firenze, 9 febbraio 1893) è stata una pittrice italiana.

## Biografia

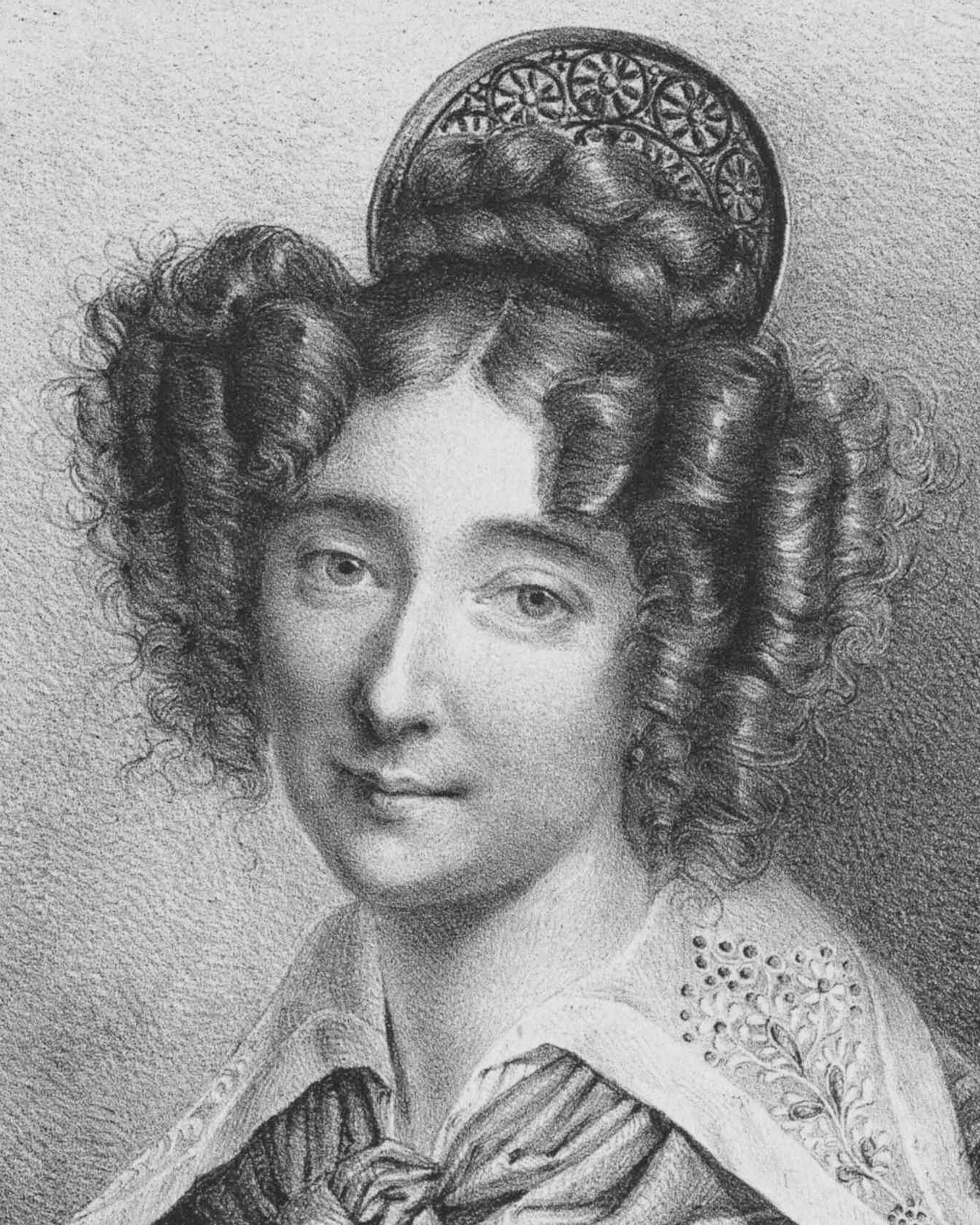
Camilla Guiscardi in un autoritratto giovanile

Camilla Guiscardi nacque a Genova nel 1806, col cognome Guasconi, nipote di Felice Guasconi, per poi essere legittimata dal padre naturale. Studiò a Milano prima al Collegio Viale, con Ernesta Bisi, e poi a Torino con Pelagio Pelagi. Si iniziò presto a parlare di lei: già dal 1823 appare citata negli atti dell'Accademia di belle arti di Brera con le sue riproduzioni di opere di Hayez, Correggio, Raffaello (di cui rifece con lode la Madonna del Velo), Luini, Guercino, Albani e del Sassoferrato, sia in opere ad olio, sia ad acquerello, sia a matita. Partecipò alle esposizioni di Brera dal 1821 al 1840 con varie opere, tra cui miniature e disegni per litografie, inclusi quelli per il volume Ritratti delle Donne Italiane viventi che si distinguono nelle scienze nelle lettere e nelle arti belle, pubblicato da Vassalli nel 1839.
Si sposò con l'avvocato Emanuele Gandolfi, di origini iriensi, dalla cui unione nacque Riccardo Gandolfi (Voghera, 16 febbraio 1839 – Firenze, 6 aprile 1920) che fu un noto compositore e critico musicale a cavallo fra l'Ottocento e il Novecento.
Oltre che pittrice fu anche apprezzata litografa e ritrattista, specialmente di note personalità milanesi e non (Silvio Pellico, Carlotta Marchionni, Pompeo Marchesi, Giovanni Migliara, Teresa Benincampi, e altri). Alla Galleria d'Arte Moderna di Milano è conservato l'acquarello su Pompeo Marchesi del 1829.
Fece soggiorni di studio a Firenze, dove si perfezionò anche con Giuseppe Bezzuoli, e Roma. Nella seconda metà del 1830 arrivò a Torino, dove si stabilì, partecipando alle regie esposizioni del Castello del Valentino (che risultava conservare tre sue opere, almeno due delle quali con soggetti familiari: il Ritratto dell'avvocato Gandolfi, insinuatore in Voghera; La famiglia Gandolfi; La famiglia T. di Milano). Nel 1842 fu nominata pittrice onoraria del re Carlo Alberto, che le commissionò ritratti per la Galleria del Daniel in Palazzo Reale, fra cui quello di Maria Adelaide di Savoia. Dipinse Le donne genovesi offrono le loro gioie per la crociata contro i Mori (Torino, Palazzo Reale) e Innocenzo IV fugge da Federico II ed è ricevuto a Genova dal Podestà (Agliè, Castello Ducale). Da quell'anno sino al 1853 partecipò alle mostre della Promotrice di Belle arti di Torino con numerose opere.
Presentata da Francesco Podesti, il 21 aprile 1844 fu eletta Virtuosa di Merito nella Pontificia accademia di belle arti dei Virtuosi al Pantheon, seuppur con l'erroneo nome di Carolina, ch'ella richiese infruttuosamente di rettificare. In quest'occasione fu oggetto anche di un ritratto di Antonio Muzzi, conservato presso la Pinacoteca di Bologna.
Successivamente tornò per soggiorni alla propria città natale, e a Genova fu accolta come accademica di merito presso l'Accademia ligustica di belle arti e dal 1851 al 1854 partecipò alle mostre della Società promotrice di belle arti. Nel 1855 partecipò alla Mostra Borbonica di Napoli.
Nel 1846 risulta, con il marito, fra i soci della Società Economica di Chiavari.
Si hanno notizie di lei a Torino sino al 1865, quando il genovese Federico Alizeri ne scrisse ampi tratti biografici nel suo Notizie dei professori del disegno in Liguria. Pur in tarda età non interruppe mai l'attività intellettuale. Camilla Guiscardi morì a Firenze il 9 febbraio 1893, come annunziato dalla Rassegna nazionale tre giorni dopo, che ne pubblicò una biografia in due pagine con l'aggiunta di alcuni versi a lei dedicati dallo scrittore Giulio Carcano.

## Galleria d'immagini

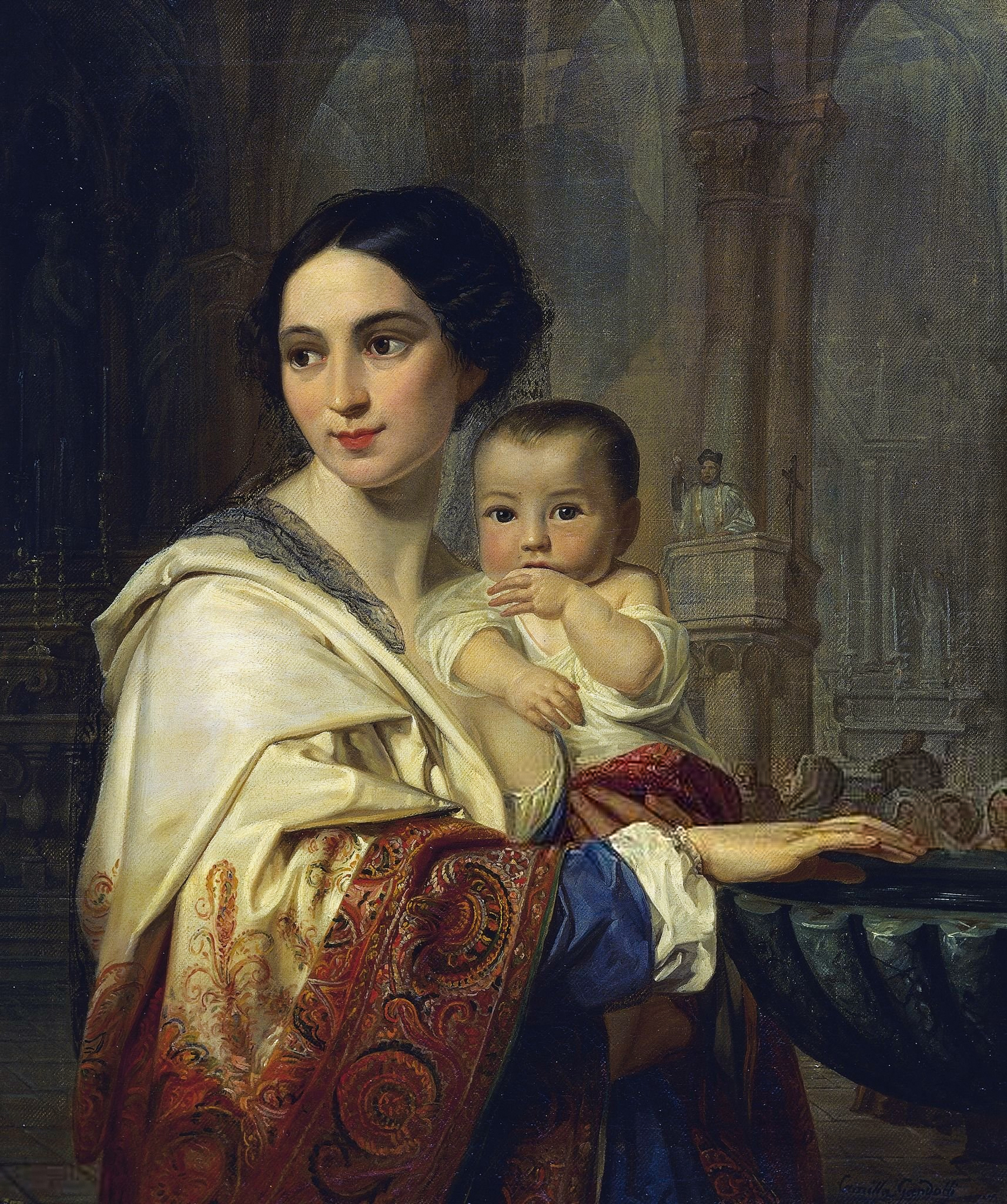
Madre con bambino che attinge l'acqua santa
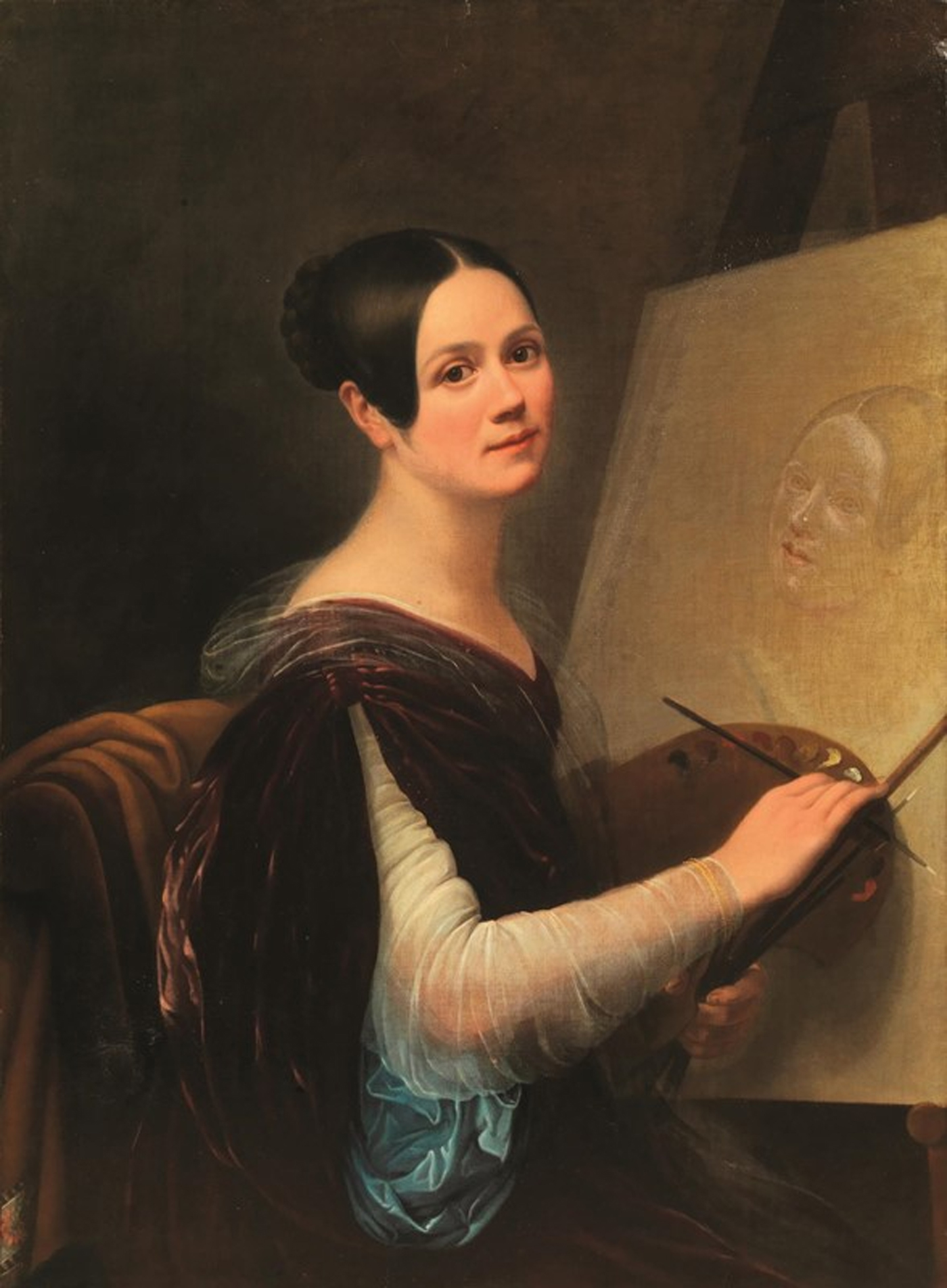
Autoritratto di Camilla Guiscardi
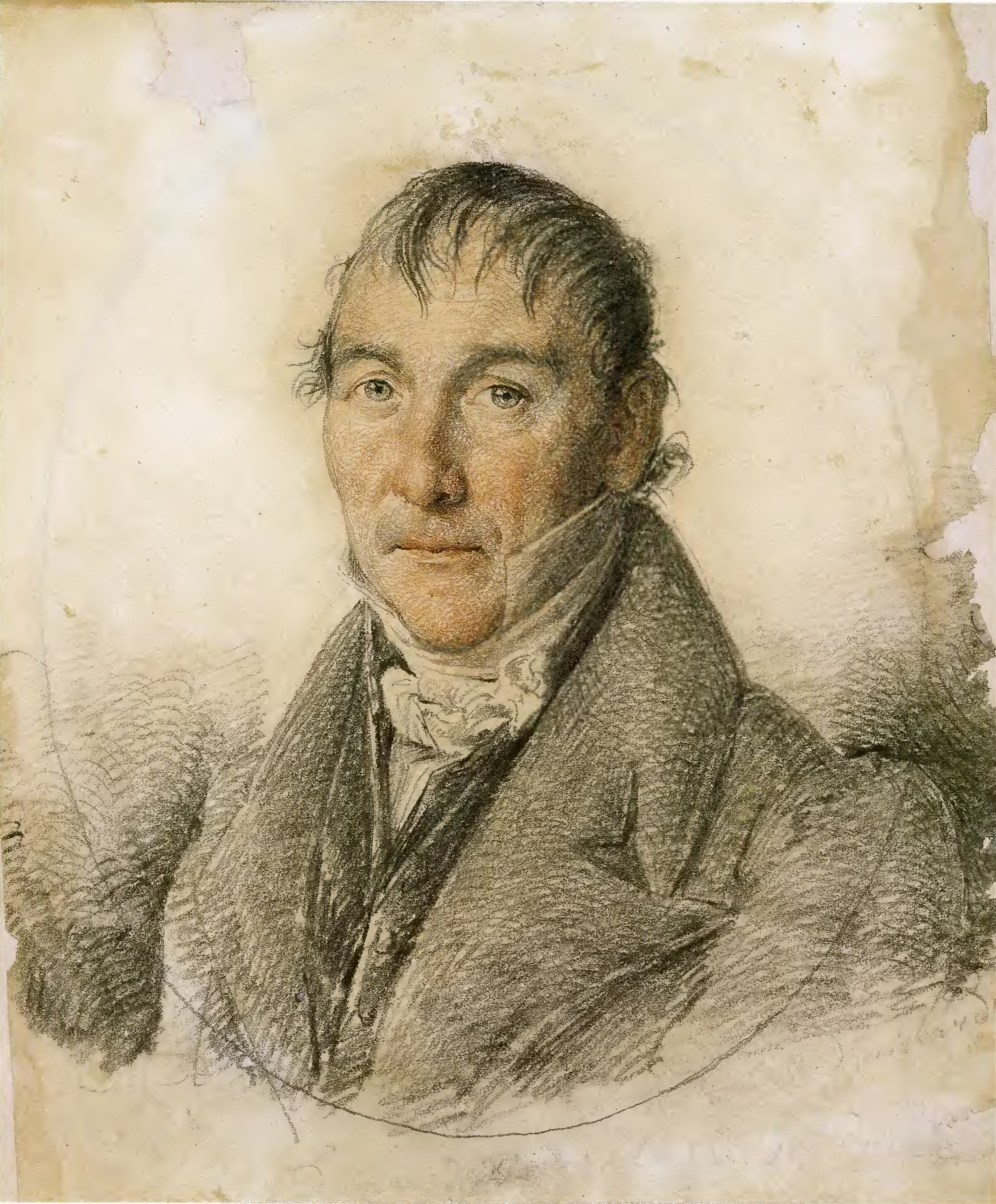
Ritratto del medico Giacomo Porta
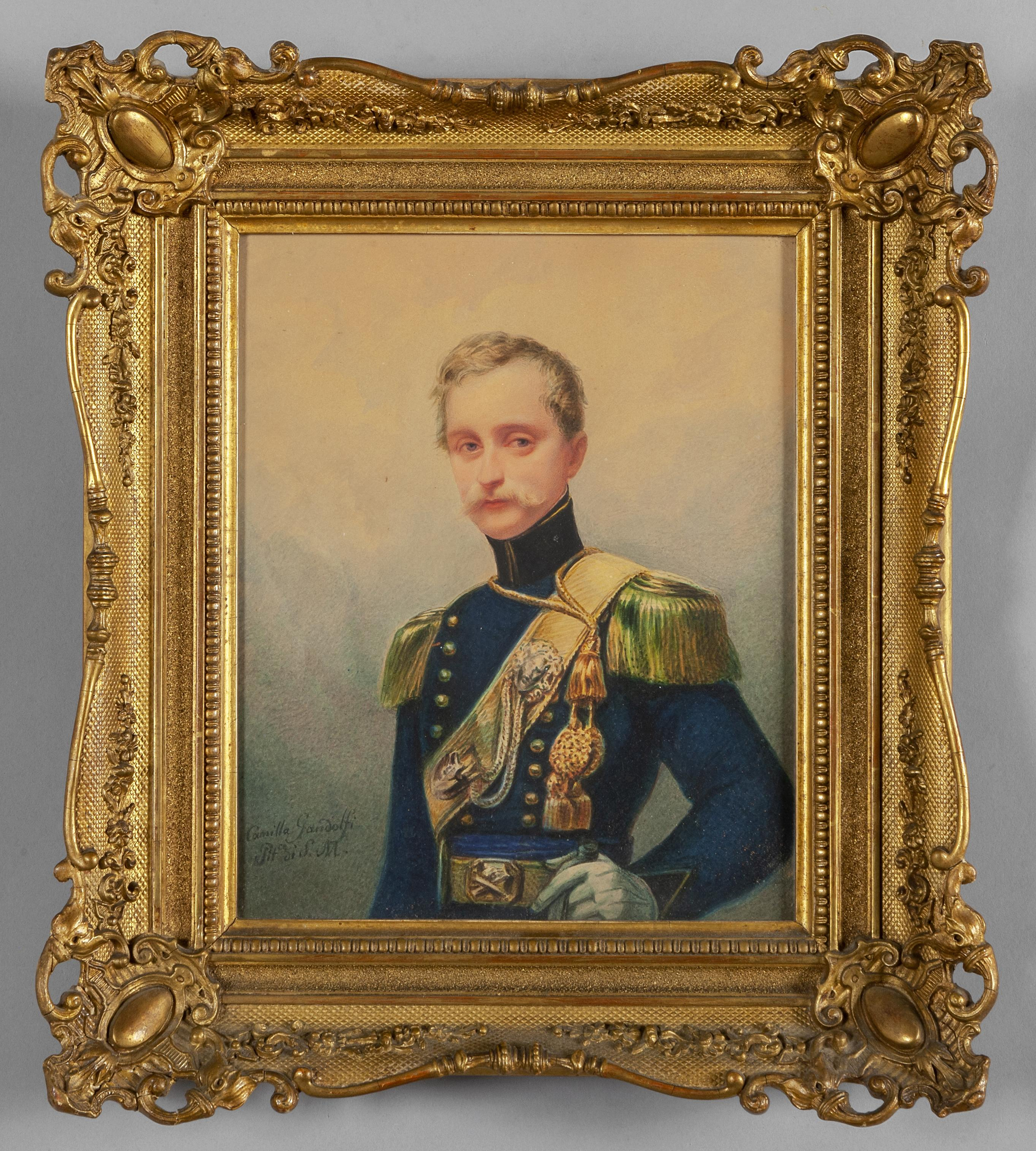
Ritratto di giovane ufficiale
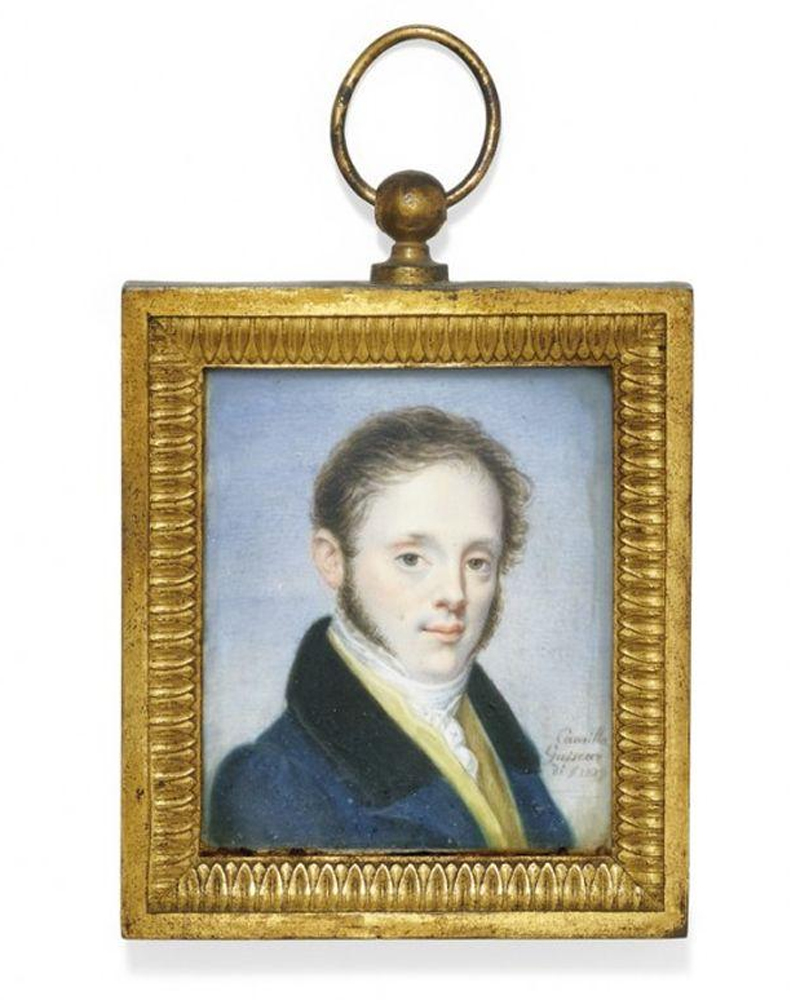
Ritratto di gentiluomo
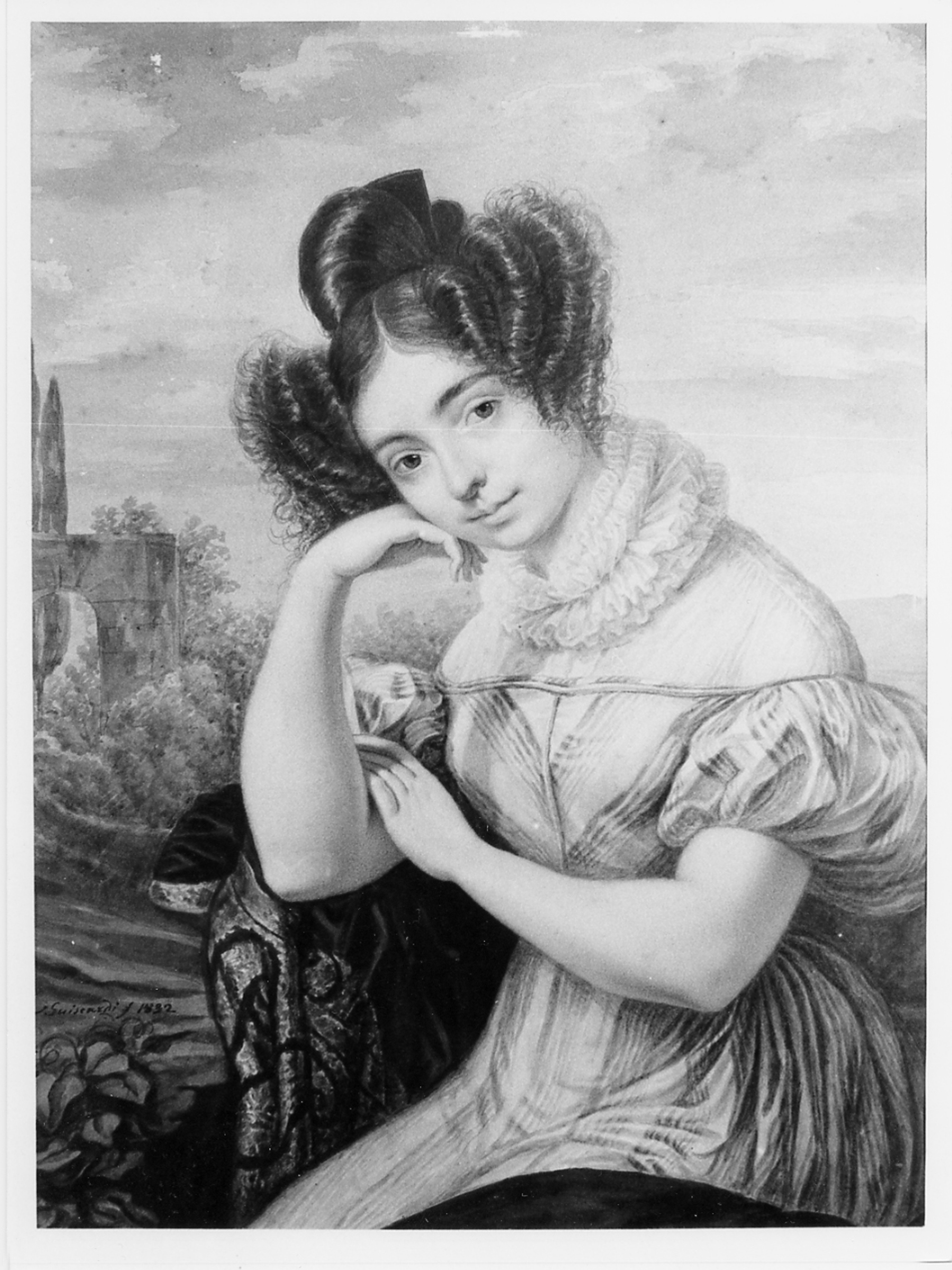
Ritratto di donna
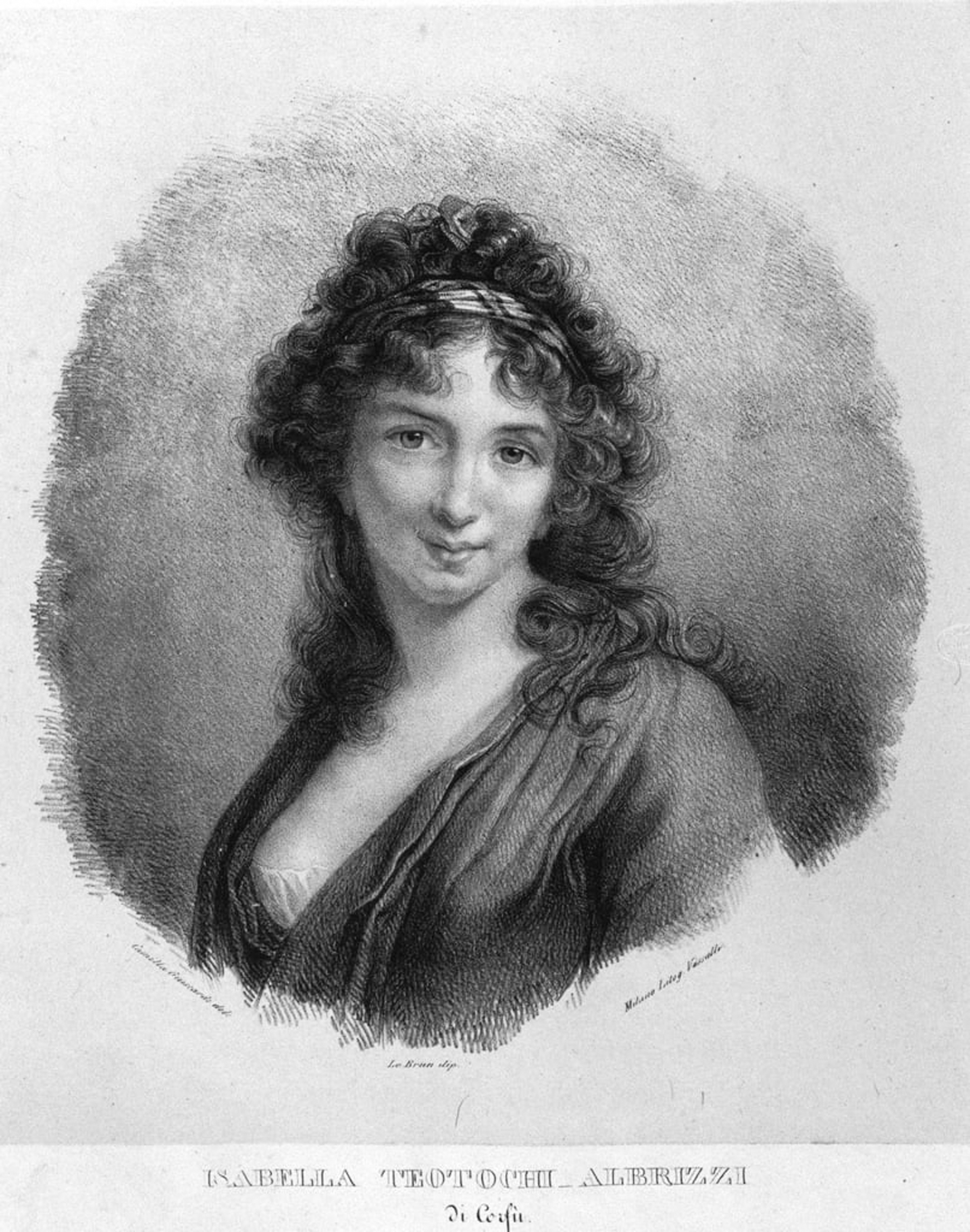
Ritratto di Isabella Teotochi-Albrizzi